# Мікроекспресія

Мікровирази емоцій (по порядку: здивування, страх/шок, смуток, гнів, радість і огида)

Мікровираз — це вираз обличчя, який триває лише короткий момент. Це вроджений результат довільної та мимовільної емоційної реакції, що відбувається одночасно та суперечить одна одній, і виникає, коли мигдалеподібне тіло відповідним чином реагує на стимули, які відчуває людина, і людина хоче приховати цю специфічну емоцію. Це призводить до того, що людина дуже коротко демонструє свої справжні емоції, за якими слідує хибна емоційна реакція.
Людські емоції є несвідомою біопсихосоціальною реакцією, яка походить від мигдалини, і вони зазвичай тривають 0,5–4,0 секунди, хоча мікроекспресія зазвичай триває менше 1/2 секунди. На відміну від звичайної міміки, приховати реакції мікровиразу або дуже важко, або практично неможливо. Мікровирази неможливо контролювати, оскільки вони відбуваються за частки секунди, але можна зафіксувати чиїсь вирази за допомогою високошвидкісної камери та відтворити їх на набагато менших швидкостях. Мікровирази виражають сім універсальних емоцій: огиду, гнів, страх, смуток, щастя, презирство та здивування. Тим не менш, у 1990-х роках Пол Екман розширив свій список емоцій, включаючи ряд позитивних і негативних емоцій, не всі з яких закодовані в лицьових м'язах. Ці емоції — розвага, збентеження, тривога, провина, гордість, полегшення, задоволення, задоволення та сором.

## Історія
Мікроекспресії були вперше відкриті Гаггардом і Айзексом. У своєму дослідженні 1966 року Гаггард і Айзекс описали, як вони виявили ці «мікромоментні» вирази, «годинами переглядаючи кінофільми психотерапії, шукаючи ознаки невербальної комунікації між терапевтом і пацієнтом». Завдяки ряду досліджень Пол Екман виявив високу згоду між представниками різних західних і східних письменних культур щодо вибору емоційних ярликів, які відповідають виразам обличчя. Вирази, які він вважав універсальними, включали ті, що вказували на гнів, огиду, страх, щастя, смуток і здивування. Висновки щодо презирства менш однозначні, хоча є принаймні деякі попередні докази того, що ця емоція та її вираження загальновизнані. Працюючи зі своїм давнім другом Воллесом В. Фрізеном, Екман продемонстрував, що висновки поширюються на дописьменних племен Форе в Папуа-Новій Гвінеї, члени яких не могли дізнатися значення виразів через зображення емоцій у ЗМІ. Потім Екман і Фрізен продемонстрували, що певні емоції демонструються з дуже конкретними правилами відображення, специфічними культурними приписами щодо того, хто, кому і коли може демонструвати які емоції. Ці правила показу можуть пояснити, як культурні відмінності можуть приховувати універсальний ефект вираження.
У 1960-х роках Вільям С. Кондон започаткував дослідження взаємодій на рівні частки секунди. У своєму відомому дослідницькому проекті він покадрово досліджував сегмент фільму тривалістю чотири з половиною секунди, де кожен кадр представляв 1/25 секунди. Вивчивши цей фрагмент фільму протягом півтора років, він розгледів мікрорухи взаємодії, наприклад, рух дружини плечем саме тоді, коли піднялися руки чоловіка, що в поєднанні дало ритми на мікрорівні.
Через роки після дослідження Кондона американський психолог Джон Готман почав записувати відео живі стосунки, щоб дослідити, як пари взаємодіють. Вивчаючи вирази обличчя учасників, Готтман зміг співвіднести вирази, з якими стосунки триватимуть, а які ні. Стаття Готтмана 2002 року не претендує на точність з точки зору бінарної класифікації, а натомість є регресійним аналізом двофакторної моделі, де рівні провідності шкіри та кодування наративів усної історії є єдиними двома статистично значущими змінними. Вирази обличчя за схемою кодування Екмана не були статистично значущими. У книзі Мальколма Ґладуела Спалах Готтман стверджує, що є чотири основні емоційні реакції, які є руйнівними для шлюбу: оборона, яка описується як реакція на подразник, ніби на вас нападають, стриманість, яка є поведінкою, коли людина відмовляється спілкуватися або співпрацювати з іншим, критика, яка є практикою оцінювання чеснот і вад людини, і презирство, яке є загальним ставленням, яке є сумішшю первинних емоцій, огиди та гніву. Серед цих чотирьох Готтман вважає презирство найважливішим з них.

## Типи
Мікровирази зазвичай класифікують на основі того, як вираз модифіковано. Вони існують у трьох групах:
- Імітація експресії: коли мікроекспресія не супроводжується справжньою емоцією. Це найбільш часто досліджувана форма мікровиразу через її природу. Це відбувається, коли виникає короткий спалах виразу, а потім повертається до нейтрального стану.[16]
- Нейтралізовані вирази: коли щирий вираз обличчя пригнічується, а обличчя залишається нейтральним. Цей тип мікровиразів не спостерігається через успішне його придушення людиною.[16]
- Замасковані вирази: коли справжнє вираження повністю маскується фальсифікованим виразом. Замасковані вирази — це мікровирази, які мають бути приховані підсвідомо чи свідомо.

## На фото і фільмах
Мікровирази може бути важко розпізнати, але нерухомі зображення та відео можуть полегшити їх сприйняття. Щоб навчитися розпізнавати різні емоції на частинах обличчя, Екман і Фрізен рекомендують вивчати те, що вони називають «фотографіями обличчя», фотографічні дослідження «одної й тієї самої людини, яка демонструє всі емоції» за відповідних умов фотографування. Однак через їх надзвичайно коротку тривалість, за визначенням, мікровирази можуть виникнути занадто швидко, щоб зафіксувати їх традиційною фотографією. І Кондон, і Готтман зібрали своє фундаментальне дослідження, інтенсивно переглядаючи відзнятий матеріал. Маніпуляції частотою кадрів також дозволяють глядачеві розрізняти різні емоції, а також їхні стадії та прогресії, які інакше було б надто тонко визначити. Ця техніка продемонстрована в короткометражному фільмі Thought Moments Майкла Саймона Туна та фільмі малаяламською мовою Pretham 2016. Пол Екман також має матеріали, створені ним на своєму веб-сайті, які навчають людей ідентифікувати мікровирази за допомогою різних фотографії, включно з фотографіями, які він зробив під час свого дослідницького періоду в Новій Гвінеї.

## Настрій проти емоцій
Настрої відрізняються від емоцій тим, що пов'язані з ними почуття тривають довше. Наприклад, почуття гніву, яке триває всього кілька хвилин або навіть годину, називається емоцією. Але якщо людина злиться цілий день, або злиться десяток разів протягом дня, або злиться днями, то це настрій. Багато людей описують це як дратівливість людини або перебуває в сердитому настрої. Як описав Пол Екман, можливо, але малоймовірно, що людина в такому настрої продемонструє вираз обличчя, повний гніву. Частіше лише сліди цього сердитого виразу обличчя можуть зберігатися протягом тривалого часу: стиснута щелепа або напружена нижня повіка, або губа притиснута до губ, або брови насунуті й зведені. Емоції визначаються як складний патерн змін, включаючи фізіологічне збудження, почуття, когнітивні процеси та поведінкові реакції, що відбуваються у відповідь на ситуацію, яка сприймається як особисто значуща.

## Контрольовані мікроекспресії
Вираз обличчя — це не просто неконтрольований випадок. Деякі насправді можуть бути добровільними, а інші мимовільними, і тому одні можуть бути правдивими, а інші хибними або вводити в оману. Вираз обличчя може бути контрольованим або неконтрольованим. Деякі люди народжуються здатними контролювати свої вирази (наприклад, патологічні брехуни), а інших навчають, наприклад, акторів. «Природжені брехуни» можуть усвідомлювати свою здатність контролювати мікровирази, як і ті, хто їх добре знає; їм, можливо, «викручувалося» з дитинства через те, що їм легше обдурити батьків, вчителів і друзів. Люди можуть імітувати вираження емоцій, намагаючись створити враження, що вони відчувають емоцію, коли вони її взагалі не відчувають. Людина може демонструвати вираз обличчя, схоже на страх, хоча насправді вона нічого не відчуває, або, можливо, якісь інші емоції. Вирази емоцій на обличчі контролюються з різних причин, будь то культурні чи соціальні звичаї. Наприклад, у Сполучених Штатах багато маленьких хлопчиків вивчають культурне правило показу: «чоловічки не плачуть і не виглядають наляканими». Існують також більш особисті правила відображення, які не засвоїли більшість людей у межах культури, а є продуктом особливостей конкретної родини. Дитину можна навчити ніколи не дивитися сердито на свого батька або ніколи не виявляти смутку, коли вона розчарована. Ці правила демонстрації, будь то культурні, які поділяють більшість людей, чи особисті, індивідуальні, зазвичай настільки добре засвоєні й засвоєні настільки рано, що контроль над виразом обличчя, який вони диктують, здійснюється автоматично, без обдумування чи усвідомлення.

## Емоційний інтелект
Мимовільні вирази обличчя може бути важко дібрати й чітко зрозуміти, і це більше неявна компетенція підсвідомості. Деніел Гоулман зробив висновок про здатність людини розпізнавати власні та чужі емоції та розрізняти емоції на основі самоаналізу цих почуттів. Це частина емоційного інтелекту Гоулмана. В EI налаштованість — це несвідома синхронність, яка керує емпатією. Налаштування значною мірою залежить від невербальної комунікації. Вираз обличчя може викликати мимовільну поведінку. У дослідженні моторної міміки показано нейрони, які вловлюють вираз обличчя та спілкуються з моторними нейронами, відповідальними за м'язи обличчя, щоб відобразити той самий вираз обличчя. Таким чином, демонстрація посмішки може викликати мікровираз усмішки у людини, яка намагається залишатися нейтральною у своєму виразі.

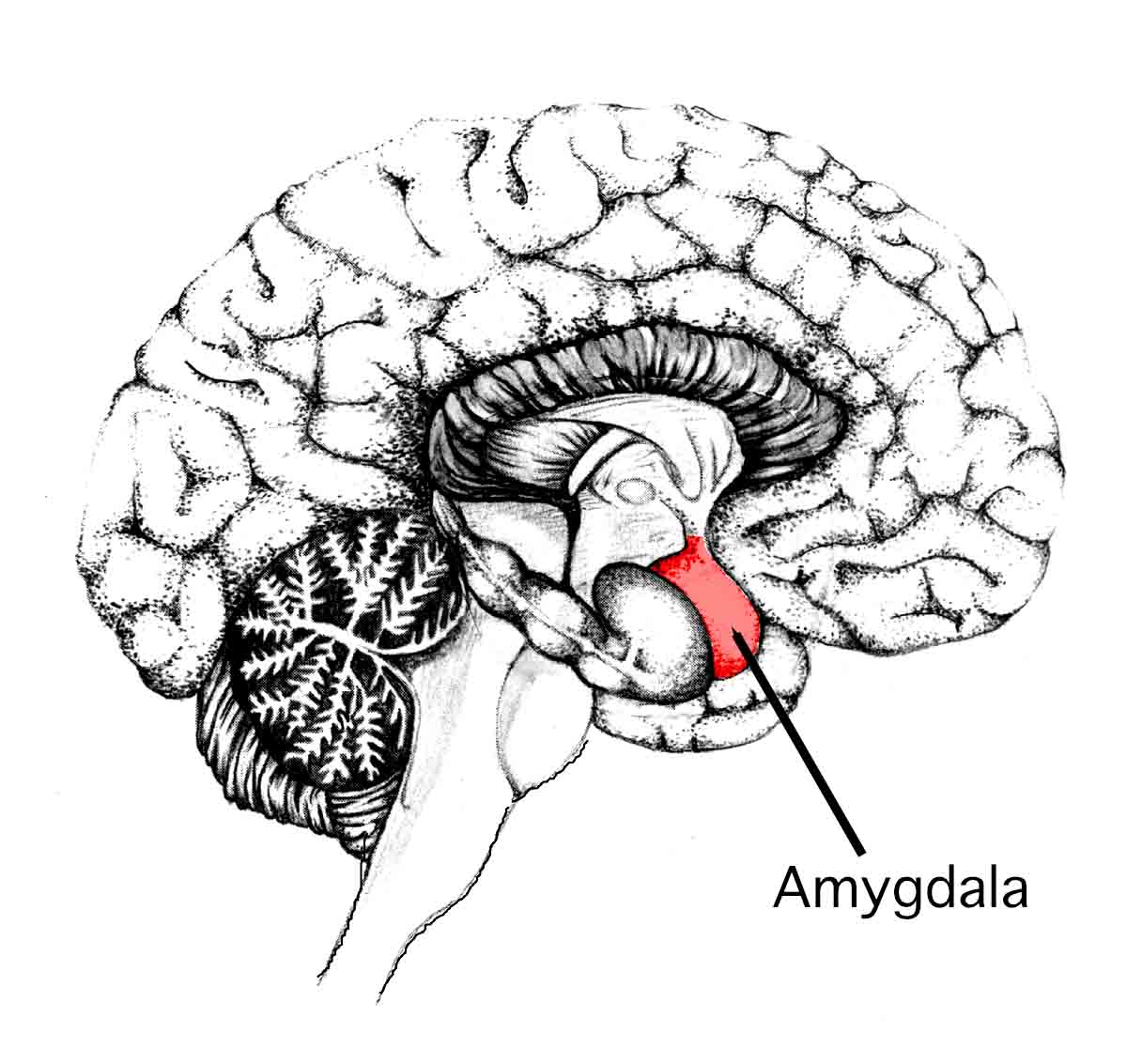
Мигдалеподібне тіло є центром емоцій мозку

За допомогою фМРТ ми можемо побачити, як освітлюється область, де розташовані ці дзеркальні нейрони, коли ви показуєте об'єкту зображення обличчя, яке виражає емоцію за допомогою дзеркала. У взаємозв'язку префронтальної кори головного мозку, також відомої як (виконавчий розум), де відбувається когнітивне мислення, а мигдалеподібне тіло, яке є частиною лімбічної системи, відповідає за мимовільні функції, звички та емоції. Мигдалеподібне тіло може захопити префронтальну кору головного мозку в симпатичній реакції. У своїй книзі «Емоційний інтелект» Гоулман використовує випадок Джейсона Гаффізулли (який напав на свого вчителя фізики середньої школи через оцінку, яку він отримав на тесті) як приклад емоційного викрадення, у якому раціональність і краще судження можуть бути порушені. Це один із прикладів того, як нижня частина мозку може інтерпретувати сенсорну пам'ять і виконувати мимовільну поведінку. Це мета мікровиразів у налаштуванні та те, як ви можете інтерпретувати емоцію, яка проявляється за частки секунди. Мікровираження прихованої емоції, яка демонструється індивідууму, певною мірою викличе в нього ту саму емоцію, цей процес називається емоційним зараженням.

## ІТМВО і ІТТВО
Інструменти для тренування мікровиразу обличчя та інструменти для тренування тонкого виразу обличчя — це програмне забезпечення, створене для розвитку навичок розпізнавання емоцій. Програмне забезпечення складається з набору відео, які ви переглядаєте після навчання виразу обличчя. Після перегляду короткого ролика відбувається перевірка вашого аналізу відео з негайним зворотним зв'язком. Цей інструмент слід використовувати щодня для досягнення покращень. Люди, які піддаються тесту вперше, зазвичай погано намагаються припустити, який вираз був представлений, але ідея полягає в тому, що через підсилення зворотного зв'язку ви несвідомо створюєте правильні очікування цього виразу. Ці інструменти використовуються для розвитку більш повних соціальних навичок і кращої здатності до емпатії. Вони також дуже корисні для розвитку соціальних навичок у людей аутистичного спектру. Розпізнавання брехні є важливою навичкою не тільки в соціальних ситуаціях і на робочому місці, але також для правоохоронних органів та інших професій, які мають справу з частими актами обману. Мікроекспресія та тонке розпізнавання виразів є цінними якостями для цих професій, оскільки це збільшує ймовірність виявлення обману. Останніми роками було виявлено, що середня людина має 54 % точності щодо викриття того, бреше вона чи говорить правду. Однак Екман провів дослідницький експеримент і виявив, що точність агентів секретних служб становить 64 %. У наступні роки Екман виявив групи людей, які були заінтриговані цією формою виявлення обману, і показники точності коливалися від 68 % до 73 %. Їхній висновок полягав у тому, що люди з однаковою підготовкою до мікровиразу та розпізнавання тонкого виразу будуть відрізнятися залежно від рівня емоційного інтелекту.

## Брехня і витік
Симпатична нервова система є одним із двох відділів вегетативної нервової системи, вона функціонує мимоволі, і один аспект системи має справу з емоційним збудженням у відповідь на певні ситуації. Тому, якщо людина вирішить когось обдурити, вона відчує стресову реакцію через можливі наслідки, якщо її спіймають. Людина, яка використовує обман, зазвичай справляється, використовуючи невербальні сигнали у вигляді рухів тіла. Ці рухи тіла відбуваються через необхідність вивільнити хімічні накопичення кортизолу, який виробляється з більшою швидкістю в ситуації, коли щось поставлено на карту. Мета цих мимовільних невербальних сигналів — скинути важкість у стресовій ситуації. Під час обману особи може статися витік, коли демонструються невербальні сигнали, які суперечать тому, що людина показує. Незважаючи на цю корисну тактику виявлення обману, мікровирази не показують, які наміри чи думки намагається приховати обманщик. Вони лише передбачають факт емоційного збудження в контексті ситуації. Якщо людина демонструє страх або здивування у формі мікровиразу, це не означає, що вона приховує інформацію, яка має значення для розслідування. Це схоже на те, як поліграф певною мірою зазнає невдачі: тому що виникає співчутлива реакція через страх бути визнаним невинним. Те ж саме стосується мікровиразів, коли є прихована емоція, не розкривається інформація про те, чому ця емоція була відчута. Вони не визначають брехню, а є формою виявлення прихованої інформації. Девід Мацумото, відомий американський психолог, пояснює, що не слід робити висновок, що хтось бреше, якщо виявлено мікровираз, але що в історії є щось більше, ніж те, що розповідають. Мацумото також був першим, хто опублікував наукові докази того, що мікровирази можуть бути ключем до виявлення обману
Незважаючи на переважаюче переконання серед правоохоронних органів і громадськості, що мікровирази здатні виявити, чи людина обманює бракує емпіричних доказів на підтримку цього твердження. Дослідження показали, що часто існує розрив між демонстрованими емоціями та переживаннями; Коротше кажучи, обман не обов'язково викликає негативні емоції, а негативні емоції не обов'язково свідчать про обман. Крім того, мікровирази трапляються недостатньо часто, щоб бути корисними. В одному з небагатьох досліджень мікровиразів дослідники виявили, що лише 2 % закодованих емоційних виразів можна вважати мікровиразами, і вони однаково виявлялися як для правдивих, так і для брехунів. Інші дослідження виявили, що брехуни та ті, хто говорить правду, демонструють різні реакції, ніж очікувалося: у тесті на приховану інформацію Пентланд і його колеги виявили, що брехуни виявляють меншу зневагу та більш яскраві посмішки, ніж правдиві люди. Це суперечить фундаментальній ідеї мікровиразів, згідно з якою брехун не може приховати свою справжню природу, оскільки докази його провини «просочуються» через ці вирази. Узяті разом, їхні висновки свідчать про те, що мікровирази трапляються недостатньо часто, щоб їх можна було виявити, і вони також недостатньо послідовні, щоб відрізнити брехунів від тих, хто говорить правду.

## Універсальність

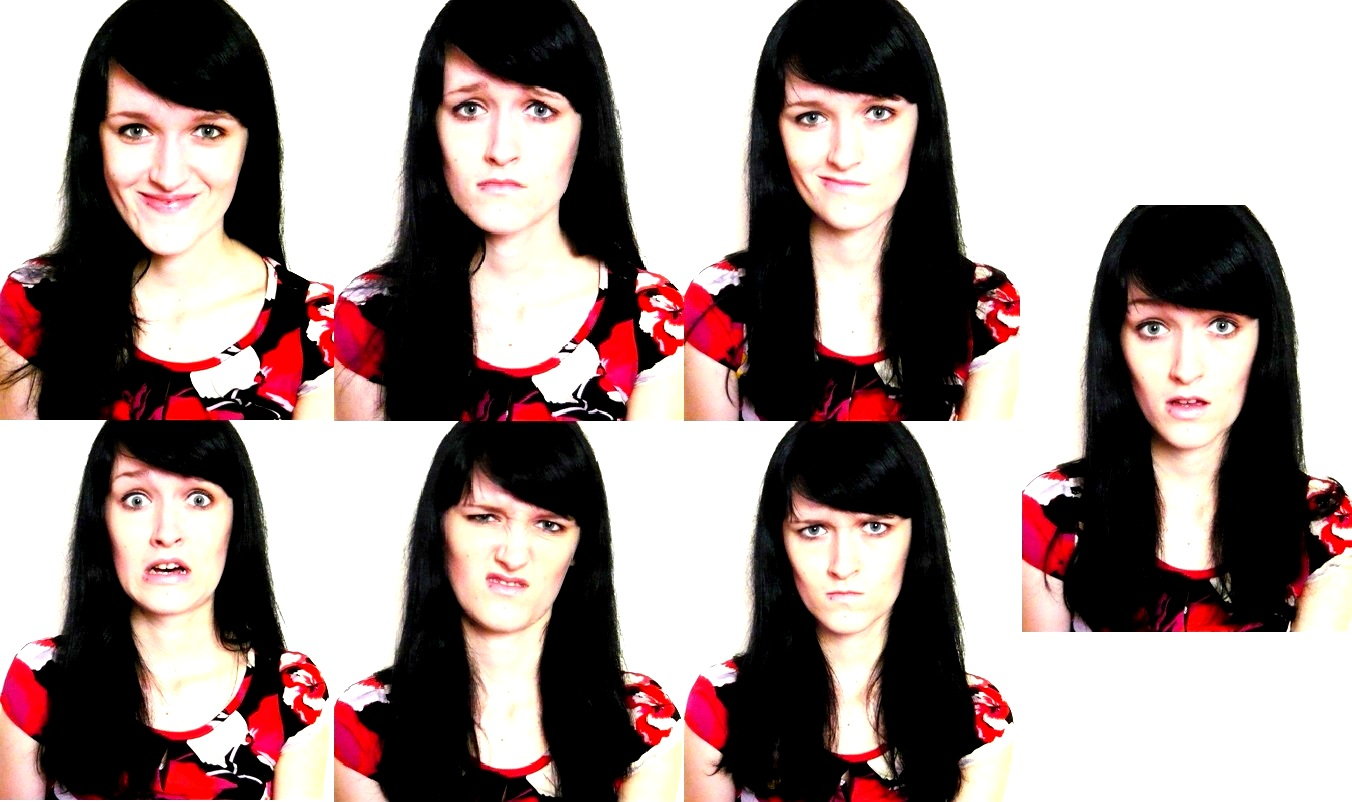
Універсальна міміка

Було проведено значну кількість досліджень щодо того, чи є основні вирази обличчя універсальними чи культурно відмінними. Після того, як Чарльз Дарвін написав «Вираження емоцій у людини і тварин», було широко визнано, що міміка емоцій є універсальною та біологічно обумовленою. Багато письменників не погодилися з цим твердженням. Проте Девід Мацумото погодився з цим твердженням у своєму дослідженні зрячих і сліпих олімпійців. Використовуючи тисячі фотографій, зроблених на Олімпійських і Паралімпійських іграх 2004 року, Мацумото порівняв вирази обличчя зрячих і сліпих дзюдоїстів, у тому числі сліпих від народження. Усі учасники демонстрували однакові вирази обличчя у відповідь на перемогу та поразку. Мацумото виявив, що як сліпі, так і зрячі учасники демонстрували схожий вираз обличчя під час виграшу та програшу. Ці результати свідчать про те, що наша здатність змінювати своє обличчя відповідно до соціального середовища не вивчається візуально. Мацумото також має навчальні інструменти, які він створив на своєму вебсайті, які вчать людей розпізнавати мікро- та тонкі вирази емоцій на обличчі.

## У масовій культурі
Мікровирази та пов'язана з ними наука є центральною передумовою для телесеріалу 2009 року «Брехни мені», заснованого на відкриттях Пола Екмана. Головний герой використовує своє гостре усвідомлення мікровиразів та інших підказок мови тіла, щоб визначити, коли хтось бреше або щось приховує.
Вони також відіграють центральну роль в опублікованій посмертно Робертом Ладлумом «Попередження Амблера», у якій центральний герой, Гаррісон Амблер, є агентом розвідки, здатним їх розпізнати. Подібним чином один із головних героїв науково-фантастичного роману Аластера Рейнольдса Absolution Gap, Аура, може легко читати мікровирази.
У Менталісті головний герой, Патрік Джейн, часто може зрозуміти, коли люди поводяться нечесно. Однак конкретне посилання на мікровирази зроблене лише один раз у сьомому й останньому сезоні.
У науково-фантастичному трилері Ex Machina 2015 року Ава, гуманоїд зі штучним інтелектом, дивує головного героя, Калеба, під час їхньої першої зустрічі, коли вона каже йому: «Ваші мікровирази телеграфують дискомфорт».

## Суперечка
Хоча вивчення мікровиразів набуло популярності через популярні ЗМІ, дослідження вказують, що йому бракує внутрішньої послідовності у його концептуальному формуванні.
Марія Гартвіг, професор психології в Коледжі кримінального правосуддя Джона Джея, стверджує, що це призвело до неправомірного ув'язнення підозрюваних, яких агресивно допитували через сприйняті мікровирази.
У статті журналу Nature за 2016 рік пояснюється, що мимовільні вирази можна замаскувати фальшивими виразами, і що в реальних ситуаціях у понад 40 % випадків ми не можемо помітити різницю.

Джуді К. Бургун у думці Frontiers in Psychology за 2018 рік стверджує, що теорія мікровираження припускає, що люди відчувають помітні емоції, завжди пов'язані з тими самими думками чи мотиваціями. Але що, якщо, наприклад, люди почуваються щасливими, а не винними через те, що обманюють інших? Бургун також цитує дослідження, які показують, що мікроекспресії зустрічаються зрідка:
В одному з небагатьох досліджень частоти мікровиразів Портер і тен Брінке (2008) закодували 700 справжніх і фальсифікованих емоційних виразів із високими ставками та виявили, що лише 2 % були мікровиразами.
і що вони зрідка призводять до арештів, коли застосовуються в таких місцях, як аеропорти:
свідчення Конгресу США показали, що лише 0,6 % із 61 000 пасажирів, які звернулися до правоохоронних органів у 2011 та 2012 роках, призвели до арештів (Управління звітності уряду США, 2013).

## Подальше читання
- Matthew Hertenstein (2015). The Tell: The Little Clues That Reveal Big Truths about Who We Are. Basic Books. ISBN 978-0465036592.